# José Augusto Hülse
Pour les articles homonymes, voir Hülse.
José Augusto Hülse, né à Tubarão, le 23 mars 1937 et mort le 8 août 2019 à Criciúma, est un homme politique brésilien.
Il fut notamment vice-gouverneur de l'État de Santa Catarina dans le gouvernement de Paulo Afonso Evangelista Vieira, de 1995 à 1999,.
Auparavant, il fut également maire de Criciúma de 1983 à 1988,,.